# James Deano
James Deano, de son vrai nom Olivier Nardin,, né à Braine-l'Alleud le 6 novembre 1979, est un rappeur, compositeur, comédien, acteur, chroniqueur radio et humoriste belge.

## Biographie
Né en Belgique d'un père exerçant la profession de commissaire de police, James Deano grandit à Waterloo. Il se lance dans le rap « classe moyenne » en 1996. En 2003, il sort son premier maxi, "Branleur de Service", puis entame dans la foulée une tournée. Il participe, anime ou est jury également dans des Battles de MC à Bruxelles.
En 2005, James Deano remporte huit des seize récompenses lors du concours « Musiques à la française ». Ainsi repéré par un label Because, il sort en 2007 le single "Les blancs ne savent pas danser", clip tourné à Tubize, qui lui assure une certaine notoriété suivi l'année suivante du Fils du commissaire titre éponyme de l'album. "Les Blancs Ne Savent Pas Danser" atteint la 18e place des classements belges, et la 23e place des classements français. En 2008, il reçoit l'octave "Prix du public RTL" aux Octaves de la musique.
En janvier 2009, il collabore avec Give Me 5, sur un projet de freestyles rap, et apparait en février pour la première fois au cinéma dans Banlieue13 - Ultimatum, où il joue le rôle de Karl "le skin", le chef du gang des skinheads, un personnage tatoué d'une croix gammée en plein milieu du front.
James Deano se mobilise pour la Palestine avec 40 rappeurs bruxellois sur L'expression contre l'oppression. Il apparait la même année, dans Protéger et servir avec Kad Merad et Clovis Cornillac.
James Deano collabore, en 2009, avec le rappeur français Disiz sur le morceau Tchioukabeurh.
Il entreprend depuis 2009 une carrière d'humoriste, et brûle les planches avec l'équipe du Kings of Comedy. Il est également « enfants de cœurs » (Kings of Comedy) à la radio, émission animée par Jean-Jacques Brunin sur VivaCité. Les Kings of Comedy ont animé, sur La Une, Le Belge comme Eddy show.
Depuis avril 2014, il participe à l'émission On ne demande qu'à en rire, et rencontre un franc succès dès son premier passage. Depuis janvier 2016, Il participe sur la Deux à l'émission humoristique Le Grand Cactus de Jérôme de Warzée, avec les humoristes Kody et Martin Charlier. En août 2018, il annonce qu'il quitte cette émission après 3 saisons, mais réintègre l'émission dès janvier 2019.

## Discographie

### EP
- 2003 : Branleur de service
- 2012 : Freestyles de septembre
  1. Endoctriné
  2. Papa gateau de base
  3. La mitraillette
  4. Rimes et interim
  5. Les huissiers
- 2012 : Freestyles d'octobre
  1. Cash Money
  2. La tête dans les étoiles
  3. Cancre
  4. Brin de paille
  5. Free d'octobre
- 2013 : Freestyles de novembre
  1. Qu'est-ce qui t'animes?
  2. Mon Baby
  3. Egotrip de cochon
  4. A l'aube d'une guerre mondialisée
- 2023 : Existentiel (Vol)
  1. 1979
  2. Belle comme la guerre
  3. Canne Blanche
  4. Hear me calling
  5. Olivia

### Singles
- 2007 : Les Blancs ne savent pas danser
- 2008 : Le Fils du commissaire
- 2012 : Squatter les terrasses
- 2021 : Tant de larmes
- 2021 : In Vino Veritas
- 2022 : Ame de femme
- 2022 : Couleur
- 2022 : Ciao Ciao

## Filmographie
- 2007 : The Police Chief's Son de Raf Reyntjens
- 2009 : Banlieue 13 ultimatum de Patrick Alessandrin : Karl le skin
- 2009 : Hors-cadre de Laurence Bibot et Marka
- 2010 : Protéger et servir d'Éric Lavaine : Steeve
- 2010 : Fritkot : lui-même